# Tử hình ở Azerbaijan
Vụ hành quyết cuối cùng diễn ra ở Azerbaijan vào năm 1993 bằng phương pháp bắn vào đầu. Hình phạt tử hình đã được bãi bỏ vào năm 1998. Nghị định thư số 6 về ECHR được thông qua vàcó hiệu lực tại quốc gia này vào ngày 25 tháng 1 năm 2001 và án tử hình đã được thay thế bằng án tù chung thân cho hầu hết các bản án tương tự.